# Trybliophorus peruvianus
Trybliophorus peruvianus is een rechtvleugelig insect uit de familie Romaleidae. De wetenschappelijke naam van deze soort is voor het eerst geldig gepubliceerd in 1910 door Bruner.